# Conus tacomae
Espèce
Statut de conservation UICN

 VU D2 : Vulnérable
Conus tacomae est une espèce de mollusques gastéropodes marins de la famille des Conidae.
Comme toutes les espèces du genre Conus, ces escargots sont prédateurs et venimeux. Ils sont capables de « piquer » les humains et doivent donc être manipulés avec précaution, voire pas du tout.

## Description
La taille de la coquille varie entre 15 mm et 30 mm.

## Distribution
Cette espèce marine est uniquement connue sur la côte du Sénégal, au large de l'île de Gorée, à environ 2 km au large de Dakar. Elle a été trouvée sur des côtes rocheuses à des profondeurs de 0-7 m, et aussi dans des poches sableuses à 35-40 m. 

### Niveau de risque d’extinction de l’espèce
Selon l'analyse de l'UICN réalisée en 2011 pour la définition du niveau de risque d'extinction, cette espèce récemment décrite est endémique du Sénégal où elle a été trouvée au large de l'île de Gorée, à environ 2 km de la ville de Dakar (http://biology.burke.washington.edu). Sur l'île, le niveau de pollution n'est pas élevé et il y a quelques perturbations limitées dues aux activités de loisirs. Cette espèce est très restreinte dans son aire de répartition et présente sur un petit îlot au large où aucun développement n'est autorisé. Par précaution, l'espèce est évaluée comme Vulnérable D2, sur la base d'un seul emplacement, avec un impact possible des événements de pollution et des activités récréatives sur l'île.

## Taxonomie

### Publication originale
L'espèce Conus tacomae a été décrite pour la première fois en 2009 par les malacologistes Franck Boyer et Jacques Pelorce (d) dans « Novapex »,.

### Synonymes
- Conus (Lautoconus) tacomae Boyer & Pelorce, 2009 · non accepté
- Lautoconus tacomae (Boyer & Pelorce, 2009) · non accepté
- Varioconus tacomae (Boyer & Pelorce, 2009) · appellation alternative